# Juana Alfonso de Molina

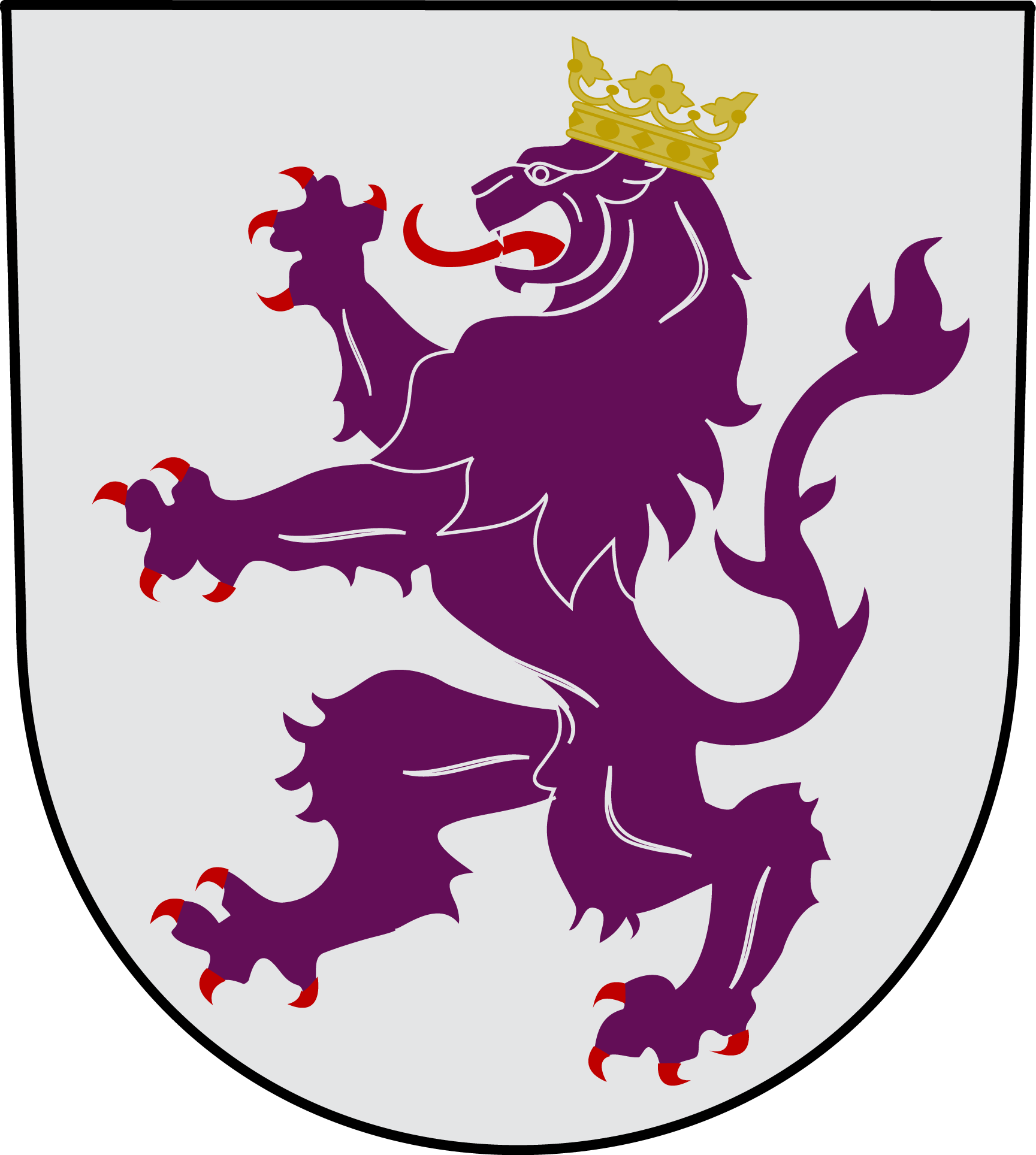
Escudo del reino de León. Juana Alfonso de Molina era nieta de Alfonso IX de León.

Juana Alfonso de Molina (nacida en 1245 o 1246 y fallecida después de 1307) fue una dama castellana, hija del infante Alfonso de Molina y de su segunda esposa, Teresa González de Lara. Fue señora consorte de Vizcaya por su matrimonio con Lope Díaz III de Haro, señor de Vizcaya.

## Orígenes familiares
Juana Alfonso de Molina era hija del infante Alfonso de Molina, segundo hijo de Alfonso IX de León y de Berenguela de Castilla, y hermano menor de Fernando III de Castilla. Por parte materna era nieta del conde Gonzalo Núñez II de Lara, señor de Belorado y tenente de varias plazas, y de su esposa, María Díaz de Haro y Azagra. Fue hermanastra de María de Molina, reina consorte de Castilla y León por su matrimonio con Sancho IV de Castilla, así como de Alfonso Téllez de Molina, señor de Meneses, entre otros.

## Biografía
Juana Alfonso de Molina contrajo matrimonio en 1269 con Lope Díaz III de Haro, señor de Vizcaya, quien posteriormente se convirtió en mayordomo mayor del rey y privado de Sancho IV de Castilla, rey de Castilla, quien lo hizo ejecutar en Alfaro en 1288.
En las Cortes de Valladolid de 1307, viendo la reina María de Molina que los ricoshombres, encabezados por el infante Juan, yerno de Juana Alfonso de Molina, protestaban contra las medidas adoptadas por los privados del rey, intentó, para complacer al infante, poner fin al pleito existente sobre la posesión del señorío de Vizcaya. Para ello, la reina contó con la colaboración de su hermana Juana Alfonso de Molina, quien persuadió a su hija María Díaz de Haro para que aceptase el acuerdo planteado en febrero de ese mismo año. Diego López V de Haro y su hijo Lope Díaz de Haro se avinieron a firmar el acuerdo, por el que se establecía que Diego López V de Haro conservaría la propiedad del señorío de Vizcaya en tanto durase su vida, pero a su muerte, el señorío pasaría a ser propiedad de María Díaz de Haro, a excepción de Orduña y Valmaseda, que serían entregadas a Lope Díaz de Haro, quien también recibiría Miranda y Villalba de Losa de manos del rey Fernando IV de Castilla.
Se desconoce la fecha exacta de defunción de Juana Alfonso de Molina, pero hubo de ocurrir después de 1307, pues la Crónica de Fernando IV certifica que aún vivía en esa fecha.

## Matrimonio y descendencia
Fruto de su matrimonio con Lope Díaz III de Haro, señor de Vizcaya, nacieron los siguientes hijos:
- Diego López IV de Haro (m. 1289), señor de Vizcaya y Haro, a su muerte se entabló un pleito por la posesión del señorío de Vizcaya entre su tío paterno, Diego López V de Haro, y su hermana, María Díaz de Haro, respaldada por su esposo el infante Juan de Castilla.
- María Díaz de Haro (c. 1270-1342). Contrajo matrimonio con el infante Juan de Castilla el de Tarifa, hijo de Alfonso X de Castilla.